# Купер (Техас)
Купер (англ. Cooper) — місто (англ. city) в США, в окрузі Дельта штату Техас. Населення — 1911 особа (2020).

## Географія
Купер розташований за координатами 33°22′19″ пн. ш. 95°41′27″ зх. д. / 33.37194° пн. ш. 95.69083° зх. д. (33.371987, -95.690702).  За даними Бюро перепису населення США в 2010 році місто мало площу 3,76 км², з яких 3,73 км² — суходіл та 0,03 км² — водойми.

### Клімат
| Клімат : Купер          | Клімат : Купер | Клімат : Купер | Клімат : Купер | Клімат : Купер | Клімат : Купер | Клімат : Купер | Клімат : Купер | Клімат : Купер | Клімат : Купер | Клімат : Купер | Клімат : Купер | Клімат : Купер | Клімат : Купер |
| Показник                | Січ.           | Лют.           | Бер.           | Квіт.          | Трав.          | Черв.          | Лип.           | Серп.          | Вер.           | Жовт.          | Лист.          | Груд.          | Рік            |
| Абсолютний максимум, °C | 29,4           | 32,8           | 32,8           | 33,9           | 37,2           | 41,7           | 43,9           | 46,1           | 44,4           | 37,8           | 31,7           | 29,4           | 46,1           |
| Середній максимум, °C   | 11,7           | 13,9           | 18,3           | 22,8           | 26,7           | 30,6           | 33,3           | 33,9           | 30,0           | 23,9           | 17,8           | 12,2           | 23,0           |
| Середній мінімум, °C    | 0,6            | 2,8            | 6,7            | 11,1           | 16,1           | 20,6           | 22,8           | 22,2           | 17,8           | 11,7           | 6,7            | 1,1            | 11,7           |
| Абсолютний мінімум, °C  | −17,8          | −18,3          | −11,7          | −2,8           | 2,2            | 8,9            | 11,7           | 9,4            | 3,9            | −5             | −10            | −20            | −20            |
| Норма опадів, мм        | 76             | 97             | 112            | 97             | 122            | 112            | 86             | 61             | 76             | 137            | 114            | 109            | 1199           |
| ----------------------- | -------------- | -------------- | -------------- | -------------- | -------------- | -------------- | -------------- | -------------- | -------------- | -------------- | -------------- | -------------- | -------------- |
| Джерело:                |                |                |                |                |                |                |                |                |                |                |                |                |                |

## Демографія
Згідно з переписом 2010 року, у місті мешкало 1969 осіб у 771 домогосподарстві у складі 500 родин. Густота населення становила 523 особи/км².  Було 897 помешкань (238/км²).
Расовий склад населення:
| - 77,2 % — білих - 14,8 % — чорних або афроамериканців - 1,2 % — корінних американців - 1,1 % — азіатів - 2,8 % — осіб інших рас |

До двох чи більше рас належало 2,8 %. Частка іспаномовних становила 6,1 % від усіх жителів.
За віковим діапазоном населення розподілялося таким чином: 25,9 % — особи молодші 18 років, 54,4 % — особи у віці 18—64 років, 19,7 % — особи у віці 65 років та старші. Медіана віку мешканця становила 40,2 року. На 100 осіб жіночої статі у місті припадало 84,2 чоловіків;  на 100 жінок у віці від 18 років та старших — 79,0 чоловіків також старших 18 років.
Середній дохід на одне домашнє господарство  становив 37 563 долари США (медіана — 26 643), а середній дохід на одну сім'ю — 44 982 долари (медіана — 31 250). Медіана доходів становила 42 333 долари для чоловіків та 26 250 доларів для жінок. За межею бідності перебувало 37,1 % осіб, у тому числі 59,3 % дітей у віці до 18 років та 7,9 % осіб у віці 65 років та старших.
Цивільне працевлаштоване населення становило 625 осіб. Основні галузі зайнятості: освіта, охорона здоров'я та соціальна допомога — 36,6 %, виробництво — 14,4 %, роздрібна торгівля — 10,4 %, мистецтво, розваги та відпочинок — 7,7 %.